# Cantonul Dinan-Ouest
Cantonul Dinan-Ouest este un canton din arondismentul Dinan, departamentul Côtes-d'Armor, regiunea Bretania, Franța.

## Comune
- Aucaleuc
- Bobital
- Brusvily
- Calorguen
- Dinan (parțial, reședință)
- Le Hinglé
- Plouër-sur-Rance
- Quévert
- Saint-Carné
- Saint-Samson-sur-Rance
- Taden
- Trélivan
- Trévron